# Aero A.200
L'Aero A.200 est un monoplan biplace en tandem de sport et de tourisme tchèque de l'entre-deux-guerres.
Dessiné spécialement pour participer au Challenge international de tourisme 1934, ce monoplan à aile basse, cabine fermée et train classique fixe caréné fut confié à Ján Ambruš et se classa quatrième, devancé par deux RWD-9 et le Fieseler Fi 97. Cet appareil ne devait pas être produit en série.